# Alyssum davisianum
Alyssum davisianum är en korsblommig växtart som beskrevs av Theodore `Ted' Robert Dudley. Alyssum davisianum ingår i släktet stenörter, och familjen korsblommiga växter. Inga underarter finns listade i Catalogue of Life.